# Neolucanus fiedleri
Neolucanus fiedleri es una especie de coleóptero de la familia Lucanidae.

## Distribución geográfica
Habita en Laos.